# Номіфензин
Номіфензин (англ. Nomifensine), який раніше продавався під торговими назвами «Мерітал» і «Алівал» — інгібітор зворотного захоплення норадреналіну і дофаміну, який був розроблений у 1960-х роках компанією «Hoechst» (пізніше увійшла до складу «Sanofi-Aventis»), яка пізніше впроваджувала препарат на ринок США.
Номіфензин вважався ефективним антидепресантом, який не мав седативного ефекту. Він практично не взаємодіяв з алкоголем і не мав антихолінергічних ефектів. Після 6 місяців лікування симптомів відміни препарату не спостерігалося. Однак цей препарат вважався непридатним для пацієнтів із збудженням, оскільки він, ймовірно, посилював збудження. У січні 1986 року препарат був вилучений його виробниками з міркувань безпеки.
Деякі звіти про випадки 1980-х років свідчать про те, що існує потенціал психологічної залежності від номіфензину, як правило, у пацієнтів із залежністю від стимуляторів, або при застосуванні препарату у дуже високих дозах (400—600 мг на день).
У дослідженні 1989 року номіфензин досліджувався для лікування синдрому дефіциту уваги з гіперактивністю в дорослих, і було доведено його ефективність. У дослідженні 1977 року не було доведено користі препарату при вираженому паркінсонізмі, за винятком депресії, пов'язаної з паркінсонізмом.

## Медичне використання
У 1970-х роках номіфензин досліджували як антидепресант, і було встановлено, що він є корисним антидепресантом у дозах 50–225 мг на день, як стимулюючим, так і анксіолітичним.

## Побічні ефекти
Під час лікування номіфензином спостерігалось відносно мало побічних ефектів, головним чином ниркова недостатність, параноїдальні симптоми, сонливість або безсоння, головний біль і сухість у роті. Побічні ефекти, що впливають на серцево-судинну систему, включали тахікардію та пальпітацію, але номіфензин був значно менш кардіотоксичним, ніж стандартні трициклічні антидепресанти.

### Вилучення з ринку
Через ризик гемолітичної анемії 20 березня 1992 року FDA відкликало дозвіл на номіфензин. Згодом номіфензин також було вилучено з ринків Канади та Великої Британії. Деякі смерті були пов'язані з імуногемолітичною анемією, спричиненою цією сполукою, хоча механізм цього залишався неясним.

## Синтез
Номіфензин був попередником гастрофензину. Див. також: Похідні ізатину.

Синтез Thieme:
Радіоактивно мічений:; Покращений метод:; Аналоги: Енантіомери:

Алкілування між N-метил-2-нітробензиламіном [56222-08-3] (1) і фенацилбромідом (2) дає 15326127 (3). Каталітичне гідрування над нікелем Ренея відновлює нітрогрупу з отриманням 15113381 (4). Відновлення кетонової групи борогідридом натрію до спирту дає [65514-97-8] (5). Закриття кільця, яке каталізується кислотою, завершує утворення номіфензину (6).

## Дослідження

### Мотиваційні розлади
Було виявлено, що номіфензин усуває спричинений тетрабеназином мотиваційний дефіцит у тварин. Він має подібні промотиваційні ефекти до інших інгібіторів зворотного захоплення норадреналіну та дофаміну, такими як бупропіон і метилфенідат, і до селективних інгібіторів зворотного захоплення дофаміну, такими як модафініл і його аналоги. Навпаки, селективні інгібітори зворотного захоплення норадреналіну, такі як дезипрамін і атомоксетин, і селективні інгібітори зворотного захоплення серотоніну, такі як флуоксетин і циталопрам, не виявили стимулюючої дії на тварин.

### Неспання
Номіфензин демонструє ефекти, що сприяють неспанню у тварин, і може бути корисним при лікуванні нарколепсії.